# (199) Byblis
(199) Byblis ist ein Asteroid des äußeren Hauptgürtels, der am 9. Juli 1879 vom deutsch-US-amerikanischen Astronomen Christian Heinrich Friedrich Peters am Litchfield Observatory in New York bei einer Helligkeit von 11 mag entdeckt wurde.
Der Asteroid wurde benannt nach Byblis, der Tochter von Miletos und Eidothea, die in ihren Bruder Kaunos verliebt war, dem sie durch verschiedene Länder nachjagte, bis sie sich schließlich, von Kummer erschöpft, in eine Quelle verwandelte.

## Wissenschaftliche Auswertung
Eine Auswertung von Beobachtungen durch das Projekt NEOWISE im nahen Infrarot führte 2011 für (199) Byblis zu vorläufigen Werten für den Durchmesser und die Albedo im sichtbaren Bereich von 85,5 km bzw. 0,12. Nachdem die Werte 2012 nach neuen Messungen auf 81,0 km bzw. 0,11 korrigiert worden waren, wurden sie 2014 auf 76,1 km bzw. 0,15 geändert. Aus der Beobachtung von Sternbedeckungen durch den Asteroiden konnte in einer Untersuchung von 2020 für (199) Byblis ein Durchmesser von 53 ± 5 km bestimmt werden.
Eine spektroskopische Untersuchung von 820 Asteroiden zwischen November 1996 und September 2001 am La-Silla-Observatorium in Chile ergab für (199) Byblis eine taxonomische Klassifizierung als X-Typ.

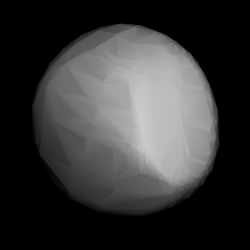
Berechnetes 3D-Modell von (199) Byblis

Für den Asteroiden waren bereits aus verschiedenen Beobachtungen der Jahre 2003 bis 2008 Rotationsperioden im Bereich von 5,2202 h abgeleitet worden. Aus archivierten photometrischen Daten und Lichtkurven konnten dann in einer Untersuchung von 2013 Gestaltmodelle des Asteroiden mit zwei alternativen Ausrichtungen der Rotationsachse für eine prograde und eine retrograde Rotation sowie eine Rotationsperiode von 5,22063 h bestimmt werden.
Neue photometrische Beobachtungen vom 18. Februar bis 1. April 2014 am Etscorn Campus Observatory (ECO) in New Mexico ergaben ebenfalls einen Wert von 5,221 h. Allerdings wurde hier auch eine doppelt so lange Periode von 10,444 h als möglich angesehen. Aus archivierten Daten und photometrischen Messungen von Gaia DR2 konnte 2021 für ein dreiachsig-ellipsoidisches Modell des Asteroiden eine Rotationsachse mit retrograder Rotation berechnet werden. Die Rotationsperiode wurde zu 5,22063 h bestimmt.